# متیو گورگلین
متیو گورگلین (انگلیسی: Mathieu Gorgelin؛ زادهٔ ۵ اوت ۱۹۹۰) بازیکن فوتبال اهل فرانسه است.
از باشگاه‌هایی که در آن بازی کرده‌است می‌توان به باشگاه فوتبال المپیک لیون، باشگاه فوتبال لو آور، و باشگاه فوتبال ستاره سرخ اشاره کرد.
وی همچنین در تیم‌های ملی فوتبال زیر ۲۰ سال فرانسه و زیر ۲۱ سال فرانسه بازی کرده‌است.